# Блинов, Николай Иванович
Никола́й Ива́нович Блино́в (6 декабря 1881, Житомир — 24 апреля 1905, там же) — русский студент, пытавшийся остановить житомирский еврейский погром 1905 года и убитый погромщиками.

## Биография
Николай Блинов родился в 1881 году в Житомире. Известно о существовании ещё двух его братьев. Гимназистом ездил «на голод» под Уфу — участвовал в строительстве столовых и организации пекарен. Учился в Киевском университете. После участия в студенческих волнениях уехал в Швейцарию, где продолжил обучение на инженерном факультете Женевского университета. Вступил в боевую организацию эсеров, участвовал в изготовлении бомб.
В Женеве играл в университетском студенческом театре под руководством драматурга, публициста и этнографа С. А. Ан-ского. В 1904 году Ан-ским ставилась пьеса Е. Чирикова «Евреи», в финале которой герой Блинова погибает, спасая от погрома невесту. На этой сцене премьера была прервана из-за зрителей, большинство которых недавно бежали от погромов в России и на Украине и не в силах были смотреть спектакль. По определению биографа Блинова А. С. Ласкина, Николай стал «заложником этой пьесы»: «То, что Блинов не сыграл на сцене, через год произошло в жизни».
В начале 1905 года вернулся на родину, поехал навестить родителей в Житомир. В апреле в городе начался еврейский погром. Николай Блинов вышел к погромщикам для переговоров и был убит толпой. Расправа была более жестокой, чем с евреями, поскольку Блинов воспринимался «предателем». Били булыжниками и штыком в лицо со словами: «Хоть ты и русский, но сицилист и хуже жидов, пришёл на защиту их».
Тело Николая Блинова было найдено его матерью в морге еврейской больницы в числе жертв уличных боёв.
В кармане было прощальное письмо:
Вместо веры в чудотворные иконы, в благочестивых попов, в их воззвания ко всеобщей любви я стал верить в людей, в то Божественное начало, которое двигает их на всё хорошее и приближает к царствию Небесному, то есть к такому общественному порядку, который создаст всеобщее счастье…
У Николая Блинова остались родители, жена, двое детей.

## Память
До революции имя Николая Блинова было первым в поминальных списках в синагогах. На одной из житомирских синагог была установлена мемориальная доска в его честь (в 1930-х годах синагога уничтожена советской властью).
В XXI веке судьба Николая Блинова послужила основой для документального романа «Дом горит, часы идут» А. С. Ласкина (журнальный вариант опубликован в 2010 году).
В 2012 году в городе Ариэль, в честь Николая Блинова были установлены камень и мемориальная табличка. На территории кампуса Ариэльского университета в память о нём посажено лимонное дерево.
В октябре 2018 года, в Житомире, на месте гибели Николая Блинова на Соборном Майдане была открыта мемориальная доска.
В 2020 году на православном кладбище в Житомире были восстановлены могилы Николая Блинова и его родителей.

## Комментарии
1. ↑  В поездке принимал участие также А. Гликберг — будущий поэт Саша Чёрный[2][3].
2. ↑  Дочь Блинова — литературовед И. Н. Медведева-Томашевская, жена пушкиниста Б. В. Томашевского, внучка — З. Б. Томашевская[2].